# دنی سیمپسون
دنیل پیتر سیمپسون (انگلیسی: Danny Peter Simpson؛ زادهٔ ۴ ژانویهٔ ۱۹۸۷) بازیکن فوتبال اهل انگلستان است.